# كلاوديو كاسابا
كلاوديو روبرتو دا سيلفا (بالبرتغالية: Cláudio Caçapa‏) الشهير باسم كاسابا (29 مايو 1976 في لافراس) لاعب كرة قدم برازيلي يلعب حاليا في نادي الدوري الممتاز نيوكاسل يونايتد الإنجليزي في مركز قلب الدفاع.

## المسيرة الرياضية مع الأندية

### أتلتيكو مينيرو
بدأ كاسابا مسيرته الرياضية في نادي أتلتيكو مينيرو البرازيلي سنة 1996. استطاع كاسابا أن يكون لاعبا أساسيا في التشكيلة بسرعة وتم اختياره أفضل مدافع في بطولة دوري الدرجة الأولى البرازيلي سنة 1999.

### ليون
جذب أداء كاسابا العالي انتباه العديد من الأندية الأوروبية الكبيرة واستطاع نادي ليون الفرنسي خطف توقيع اللاعب في يناير 2001. في 17 فبراير 2001 شارك في أول مباراة رسمية مع نادي ليون. ساهم في الفوز ببطولة دوري الدرجة الأولى الفرنسي لست مواسم متتالية من سنة 2002 إلى 2007. في أكتوبر 2006 اكتسب الجنسية الفرنسية بمعيشته في فرنسا لخمس سنوات.
قرر كاسابا عدم تجديد العقد الذي انتهى في صيف 2007 على الرغم من رغبة مسئولو نادي ليون في تجديده.

### نيوكاسل يونايتد
وقع كاسابا لصالح نادي نيوكاسل يونايتد الإنجليزي في 3 أغسطس 2007 مرتبطا معهم في عقد يمتد لموسمين مع إمكانية التجديد لموسم ثالث. شارك في أول مباراة رسمية بديلا في الدقيقة 89 أمام نادي أستون فيلا المستضيف في 18 أغسطس وانتهت المباراة بالتعادل السلبي بدون أهداف. في هذه المباراة أصبح كاسابا اللاعب رقم 1000 الذي يشارك في صفوف نادي نيوكاسل يونايتد منذ تأسيسه في سنة 1892.
أما أول مباراة رسمية على ملعب سانت جيمس بارك فكانت في 1 سبتمبر أمام نادي بارنزلي وانتهت بفوز المضيفين 2-0. سجل أول أهدافه مع النادي برأسه في مرمى نادي توتنهام هوتسبر في 22 أكتوبر.
في 3 نوفمبر تعرض كاسابا للإصابة على الرغم من دخوله بديلا في الدقيقة 18 أمام نادي بورتسموث. عاد كاسابا للمشاركة مع نادي نيوكاسل يونايتد في 12 ديسمبر أمام نادي فولهام على ملعب الأخير وتم اختياره أفضل لاعب في المباراة.
سجل كاسابا هدفه الثاني في 16 يناير 2008 في مرمى نادي ستوك سيتي ضمن مباراة الإعادة للدور الرابع من بطولة كأس الاتحاد الإنجليزي لكرة القدم والتي انتهت بفوز ساحق لنادي نيوكاسل يونايتد 4-1.
في 22 مارس تعرض للإصابة في المباراة أمام نادي فولهام وانتهت المباراة بفوز نادي نيوكاسل يونايتد 2-0. نتيجة للإصابة ابتعد كاسابا على الملاعب لفترة تقارب الخمسة أسابيع.
في بداية موسم 2008-2009 قرر مدرب نادي نيوكاسل يونايتد إشراك كاسابا في مركز الوسط المدافع في بعض المباريات بسبب نقص في عدد اللاعبين نتيجة الإصابة والتوقيف.

## المسيرة الرياضية مع المنتخبات
أداء كاسابا المبهر مع نادي أتلتيكو مينيرو جعله يتم استدعائه للمشاركة في أول مباراة دولية مع منتخب البرازيل في 23 فبراير 2000 أمام منتخب تايلند وديا. بعدها شارك في 3 مباريات دولية أخرى حتى سنة 2001 ولم يتم استدعائه مجددا.

## الحياة الشخصية
كاسابا وزوجته أنجبا أول طفل في سنة 2006.

## روابط خارجية
- كلاوديو كاسابا على موقع رابطة كرة القدم الفرنسية للمحترفين (الإنجليزية)
- كلاوديو كاسابا على موقع قاعدة بيانات كرة القدم.إي يو (الإنجليزية)
- كلاوديو كاسابا على موقع ليكيب (الفرنسية)
- كلاوديو كاسابا على موقع ناشيونال فوتبول تيمز (الإنجليزية)
- كلاوديو كاسابا على موقع Soccerbase.com (لاعب) (الإنجليزية)
- كلاوديو كاسابا على موقع Soccerway.com (الإنجليزية)
- كلاوديو كاسابا على موقع عالم كرة القدم.نت (الإنجليزية)